# معركة نهر تشيرتشيق

وقعت معركة نهر تشيرتشيق بين السلطان محمود خان من مغولستان والسلطان التيموري أحمد ميرزا، حاكم سمرقند وبخارى في عام 1488 م على مدينة طشقند. حيث هزم المغول بشكل حاسم التيموريين نتيجة لانشقاق 3000 من الأوزبك تحت قيادة محمد شيباني خان. 

## خلفية
تم غزو طشقند من قبل يونس خان، خان مغولستان خلال الحرب الأهلية التيمورية. بعد وفاته عام 1487 م، أصبح ابنه السلطان محمود الخان الجديد. مع هذا التغيير في السلطة في طشقند، تيموري فرغانة بقيادة عمر شيخ ميرزا الثاني قرروا مهاجمة طشقند ووضع جيشًا قويًا في حصن عشتار.  ومع ذلك، سار السلطان محمود خان بسرعة لمحاصرة الحصن وأستولى عليه بالغصب. العام التالي، ومع ذلك، فإن الأمراء من التيموريين من سمرقند وبخارى أجبروا وأقنعوا السلطان أحمد ميرزا لمهاجمة المغول واتخاذ طشقند، وإلا فإنها ستكون مصدرا من المتاعب للمنطقة وتجارتها. أخيرًا، جمع الميرزا جيشًا قوامه 150 ألف جندي، وقاده ضد طشقند.

## معركة
السلطان محمود خان مر خلال ضواحي طشقند ووقف ليواجه تقدم التيموريين. بينهما تدفق نهر تشيرتشيق الذي كان من المستحيل عبوره.  بقيت الجيوش هناك لمدة ثلاثة أيام. في جيش المرزا، كان محمد شيباني خان، ابن شاه بوداج أوغلان، نجل أبو الخير خان بن دولت شيخ بن إبراهيم خان. محمد شيباني خان لم يكن قادرا على الصمود في السهوب، ولجأ إلى ما وراء النهر، وأخذ بجانبه واحد من أمراء سلطان أحمد ميرزا اسمه مير عبدول علي. وقد كان في هذا الجيش، وكان لديه 3000 من الأتباع. عندما بقي السلطان أحمد ميرزا على ضفة النهر ثلاثة أيام، أرسل محمد شيباني خان رسالة إلى السلطان محمود خان لسؤاله عما إذا كان سيلتقي به ويتشاور معه. في تلك الليلة نفسها، التقيا واتفقا على أنه في الغد يجب أن يهاجم خان مير عبدول علي (سيد محمد شيباني خان) الذي تعهد من جانبه بإلقاء الجيش في حالة من الفوضى، ثم يقوم بالهرب.
في اليوم التالي، تم تشكيل جيش المغول في ساحة المعركة، وعبر المشاة النهر؛ دخل الفرسان أيضًا مجرى النهر، عندما بدأت مشاة التيموريين المعركة.  وجه جيش المغول قواته ضد مير عبدول علي. في هذه اللحظة تحول محمد شيباني خان وفر مع 3000 من الأوزبك، وألقى بنفسه على حقائب الجيش، وبدأ في النهب. في الواقع، حينما وجد الحشد هذا اضطرب حاله، كانت أدواتهم من ضمن الأمتعة المنهوبة، بحيث تم اجبار جيش السلطان أحمد ميرزا على الهرب. ولكن نهر تشيرتشيق (الذي أهل طشقند في ذلك الوقت تدعوه Parak) كان أمامهم، وغرق معظم جنوده فيه. عانت قوات السلطان أحمد ميرزا من هزيمة شديدة، بينما هرب واضطر وفر إلى سمرقند. تم ترتيب السلام مرة أخرى بين الخان والسلطان أحمد ميرزا.

## ما بعد الكارثة
لقد حقق هذا النصر الكثير لرفع السلطان محمود خان في تقدير السلاطين المحيطين به، والذين وقفوا من الآن فصاعداً في خوف شديد منه، وبالتالي أصبح موقعه آمنًا.  قبض السلطان محمود خان على محمد ماجد طرخان وألقى به في السجن، والذي عينه السلطان أحمد ميرزا حاكماً لتركستان؛ وكان هذا محمد ماجد طرخان واحد من الأسباب الرئيسية للسلام، لأنه كان قريب، من جهة الأم، من سلطان أحمد ميرزا كمكافأة للخدمات التي قدمها محمد شيباني خان في المعركة، قام الخان بتسليم تركستان له؛ وفي هذا الصدد، نشأ خلاف بين خان القازاق والسلطان محمود خان، اللذين كانا في السابق على أساس الصداقة. اشتكى الكازاخستاني من أنه لم يكن يجب أن يمنح أراضي لعدوه، الأوزبك. نتيجة لهذا الشجار، بين المغول وخان القازاق، وقعت معركتان، السلطان محمود خان عانى من الهزيمة في كلتا المناسبتين.